# Thouarella crenelata
Thouarella crenelata är en korallart som beskrevs av Kükenthal 1907. Thouarella crenelata ingår i släktet Thouarella och familjen Primnoidae.
Artens utbredningsområde är Södra Ishavet. Inga underarter finns listade i Catalogue of Life.